# Mariano Arista
José Mariano Martín Buenaventura Ignacio Nepomuceno García de Arista Nuez (San Luis Potosí, Virreinato de Nueva España; 26 de julio de 1802-Océano Atlántico, 7 de agosto de 1855), citado como Mariano Arista, fue un político y militar mexicano que se desempeñó como presidente de México entre el 15 de enero de 1851 y el 5 de enero de 1853. Fue el primer presidente de México nacido en el siglo XIX.

## Primeros años y formación
José Mariano Martín Buenaventura Ignacio Nepomuceno García de Arista Nuez nació en la ciudad y estado de San Luis Potosí el 26 de julio de 1802. Fue el cuarto de los cinco hijos nacidos dentro del matrimonio del Coronel español Pedro García de Arista Sánchez y su esposa, de origen criollo, María Juana Nuez Arruti, originaria de Puebla. En un principio, su padre se desempeñó como secretario de la comandancia de Puebla, donde nacieron sus tres primeros hijos: Carlos (1792), José María (1794) y Juan Nepomuceno (1798); más tarde, la familia pasó a vivir a San Luis Potosí, luego de que su padre fuera nombrado Ayudante Mayor del Regimiento Provincial de Dragones de San Carlos. Fue ahí en esa ciudad en que nacieron Mariano y, 3 meses después, el 7 de octubre de 1806, su hermana María Dolores. 
En la familia de Arista siempre existió una muy marcada tradición militar; empezando por sus abuelos, Juan Francisco García de Arista y Félix Nuez, originario de Aragón y quien fue teniente veterano del Regimiento de Dragones Provinciales de la Reina. Del mismo modo, todos los varones Arista Nuez optaron por la carrera de las armas; Mariano recibió instrucción militar y a los 15 años ingresó como cadete en el Regimiento de Provinciales de Puebla. Más tarde, pasó al de Lanceros de Veracruz y, por último, al Regimiento de Dragones de la Ciudad de México.

## Trayectoria militar y política
Sirvió al ejército realista hasta el mes de junio del año de 1821, cuando siendo teniente coronel, se puso a las órdenes del emperador Agustín de Iturbide. Tuvo participación en el sitio de México dentro de la primera división establecida frente a la Villa de Guadalupe; donde se distinguió por su entrega y empeño bajo el mando del brigadier Pedro Zarzosa. Ascendió a General Brigadier; fue desterrado en 1833 a Estados Unidos por intervenir en un pronunciamiento durante la presidencia del general Antonio López de Santa Anna y por arrestarlo. Al triunfo del Plan de Cuernavaca, regresó a México en 1834 y apoyó la deposición del gobierno radical de Valentín Gómez Farías. Retomó su carrera militar y ocupó diversos cargos a partir de entonces; fue miembro del Tribunal de Guerra, de la Junta del Código Militar e inspector de la milicia.

### Comandante del Ejército del Norte (1846)
En 1839, fue nombrado comandante en jefe de Tamaulipas; donde pasó muchos años. Se le ordenó marchar a la recuperación de Texas, pero fue retirado del frente, después de reiterados y extraños fracasos. En 1846, quizás por su amplio conocimiento militar, fue nombrado comandante del Ejército del Norte durante la invasión estadounidense. El 8 de mayo perdió la Batalla de Palo Alto, cerca de Matamoros, donde sus tropas sufrieron grandes pérdidas en un enfrentamiento con los estadounidenses. Arista retiró sus fuerzas armadas para sufrir otra derrota al día siguiente en la Batalla de la Resaca de Guerrero, donde ni siquiera salió de su tienda de campaña. Sus tropas perdieron todas sus municiones y artillería, y los enemigos pudieron tomar la ciudad de Matamoros fácilmente. Es destituido del mando y es reemplazado por el general Francisco Mejía.

### Secretario de Guerra (1848-1851)
Su historial militar pasó a ser tema de importancia durante la campaña electoral, pero no le impidió ser nombrado ministro de Guerra durante la administración de José Joaquín de Herrera del 12 de junio de 1848 al 15 de enero de 1851. Arista pronto se dio a conocer como un hombre de personalidad vigorosa, enérgico, ambicioso y cruel, a quien se le conoció como la figura dominante del gabinete. Los éxitos del gobierno de Herrera, se debe en gran parte, a los esfuerzos de Arista. Durante su estancia en la secretaría; Arista reformó al ejército. Aunque fue plan del presidente Herrera, el ministro Arista lo ejecutó e introdujo los cambios más radicales desde la guerra de independencia.
El ejército se redujo a un máximo de 10 000 hombres, quienes serían reclutados por voluntad propia. Arista inició además un programa de cambio en relación con el entrenamiento, los ascensos, el equipo y el bienestar del personal militar, de acuerdo con el deseo de Herrera de un ejército pequeño pero más eficaz, a las órdenes del poder civil. Al mismo tiempo se implementó una nueva Guardia Nacional, formada por voluntarios, con énfasis en el reclutamiento en los estados. Ninguna rebelión militar durante el gobierno de Herrera resultó victoriosa; Arista tuvo éxito para reprimir los diferentes pronunciamientos encabezados por algunos rivales militares.

## Elecciones presidenciales (1850)

### Los candidatos
Para las elecciones a la Presidencia de la República en 1850 se presentaron por lo menos 15 candidatos; nominados algunos por uno o más periódicos, o apoyados y defendidos por sus amistades o por sus partidos. Los candidatos que la prensa mexicana de la época nominó fueron Ramón Adame; Juan Nepomuceno Almonte; Arista; Francisco Berduzco; Nicolás Bravo; José Bernardo Couto; Gregorio Dávila; Valentín Gómez Farías; Manuel Gómez Pedraza; Domingo Ibarra; Antonio López de Santa Anna; A.G. Iturbide; J.F. Ramírez; Luis de la Rosa y Ángel Trías Álvarez.

### La campaña
Pese a contar con el apoyo de varios periódicos del Distrito Federal, San Luis Potosí, Veracruz, Matamoros, Monterrey, Oaxaca, Saltillo, Puebla, Tampico, Sonora, Guadalajara y Xalapa; para Arista, fue una campaña muy difícil. Durante su campaña, fue acusado de haber destruido al ejército con sus reformas, y en consecuencia, de haberlo dejado sin defensa alguna. Lo acusaron de ser un hombre sin principios que había apoyado la condena del destierro de su propio padre, cuando los españoles residentes en México fueron expulsados. Asimismo dijeron que forzó ilegalmente la renuncia del ayuntamiento de la ciudad. Lo tacharon de corrupto y de inmoral.
La conducta de Mariano Arista durante la guerra contra Estados Unidos la investigó el Tribunal Militar, lo exoneró y publicó, convenientemente, los resultados de su labor a la mitad de la campaña presidencial el 1 de julio de 1850. De hecho, el ministro logró obtener una excepción a favor de su padre en las leyes de expulsión de españoles residentes en México, pero en 1831 apoyó un pronunciamiento a favor de la expulsión.
El cargo de inmoralidad contra Arista hacía referencia al hecho, del dominio público, de que él se había divorciado y había mantenido una relación ilícita con una mujer casada durante su estancia en Monterrey. Su amante lo había seguido hasta la capital, donde la relación continuaba existiendo. El cargo de adulterio no fue de ninguna manera el más serio en su contra. A lo largo de 1850, varios personajes importantes fueron asesinados, entre ellos el general Francisco Vital Hernández y el estadista Juan de Dios Cañedo; ambas muertes fueron adjudicadas a Arista. Se le acusó del asesinato de Cañedo pues este poseía pruebas incriminatorias y las iba a presentar ante el Congreso, por lo que sería un obstáculo en la campaña de Arista.
Quien acusó al entonces ministro de Guerra de tal hecho fue el director del periódico El Huracán, que favorecía a Santa Anna y que culpó abiertamente a Arista de complicidad. El ministro entabló una demanda en contra del director de "El Huracán" por difamación de honra. José Guadalupe Perdigón Garay mantuvo las mismas acusaciones; había emprendido una campaña en contra de Arista que duró muchos meses. Lo atacaba en folletos y lo acusaba de todo tipo de males. Perdigón fue culpado de tramar una revuelta por Arista y fue arrestado. Fue absuelto por la justicia y siguió sus ataques hacia la campaña del general, quien nuevamente ordenó su arresto y lo acusó de difamación. Perdigón apeló en el Congreso y, entre muchos cargos, acusó a Arista de haber ordenado el asesinato.
La propaganda en contra del ministro se hacía feroz. El 27 de julio, los jefes de la redacción de ocho periódicos de la capital publicaron una protesta en contra de la candidatura de Arista, a quien acusaban de abuso de poder, falto de principios, malogro al enfrentar los cargos de traición en la guerra contra Estados Unidos, cobardía en la misma, subversión del orden público y uso indebido de los fondos públicos. En respuesta, Arista arrestó y encarceló a los jefes de redacción y al director de la imprenta que había estampado la protesta.

### Resultados
El 11 de agosto se efectuaron las elecciones primarias en los estados. Estas se realizaron a lo largo del país, como estaba programado, y debido a la espera de los resultados que tenían que llegar de regiones distantes, se suscitó un periodo de relativa calma. Los resultados de las elecciones primarias dejaron ver que ningún candidato había ganado. La segunda etapa se realizó el 8 de septiembre; los resultados indicaban que Arista iba a la cabeza. Estos hechos dieron importancia a las elecciones primarias del Distrito Federal del 29 de septiembre. Los conservadores recurrieron nuevamente a su campaña en contra de Arista diciendo que él y sus seguidores eran culpables de corrupción. Decían que Arista mandaba traer a personajes importantes de los alrededores a la capital para convidarles todo un festín de comida y bebida; y que los miembros de la Guardia Nacional eran hospedados en la capital, a cuenta del gobierno, para que votaran por él.
El 14 de noviembre de 1850, el periódico El Monitor Republicano proclamó la victoria del general Mariano Arista. Los votos de 20 estados y territorios habían sido deliberados. Las cifras finales fueron las siguientes:
- Arista: Chiapas, Coahuila, Distrito Federal, Guanajuato, Jalisco, Estado de México, Oaxaca, Querétaro, San Luis Potosí, Sonora, Sinaloa, Tamaulipas y Veracruz.
- Juan N. Almonte: Guerrero, Yucatán y Zacatecas.
- Luis De la Rosa: Durango y Nuevo León
- Manuel Gómez Pedraza: Michoacán.
- Mújica y Osorio: Puebla.

Arista contaba con 13 votos de estados y territorios, mismos que le daban la mayoría requerida. Los resultados en la capital fueron los siguientes:
- Mariano Arista; 42 votos.
- Nicolás Bravo; 90 votos.
- Juan N. Almonte; 3 votos.

Y en la República Mexicana...
- Arista: 79 votos.
- Juan N. Almonte: 19 votos.
- Manuel Gómez Pedraza: 15 votos.
- Luis De la Rosa: 12 votos.
- Nicolás Bravo: 10 votos.
- Mariano Riva Palacio: 6 votos.
- Otros candidatos: 6 votos.

El 8 de enero de 1851 el Congreso federal revisó todos los resultados de las elecciones, los cuales habían sido enviados en sobres sellados. Estos fueron abiertos alrededor de las dos de la tarde y 17 miembros del Congreso, uno por cada estado, revisó los resultados de las elecciones. La sesión se suspendió a las seis de la tarde cuando la comisión presentó un dictamen: el general y entonces ministro de Guerra Mariano Arista, de 48 años, se convirtió en el presidente Constitucional de los Estados Unidos Mexicanos.

## Presidencia (1851-1853)
Fue uno de los escasos presidentes de la primera mitad del siglo XIX que llegaron al poder por la vía electoral. Asumió su cargo el 15 de enero de 1851. En medio de una severa crisis económica, poco pudo hacer su administración. Formó su gabinete con elementos moderados, liberales puros y conservadores. 
Intento imponer orden en las finanzas y combatir la corrupción, aunque en su vida personal se mostraba diferente: se había separado de su esposa y vivía con otra mujer en Palacio Nacional, lo que le acarreaba serias dificultades ya que ponían en duda su capacidad y honestidad, además de que el pueblo no olvidaba que las dos primeras derrotas de México en la guerra con Estados Unidos el jefe militar había sido Arista. No obstante logra la realización de algunas obras materiales que provocaron admiración en la sociedad: estableció la primera línea telegráfica entre la capital y el puerto de Veracruz, otorgó la primera concesión para la construcción del ferrocarril en esa misma ruta, trasladó la estatua ecuestre de Carlos IV - el caballito - a la entrada del Paseo de Bucareli, hizo abrir una tercera puerta en el Palacio Nacional (Puerta Mariana) y promovió las ascensiones en globo. Con el país en bancarrota, Arista intentó impulsar la minería, la agricultura y la incipiente industria mexicana.

## Últimos años

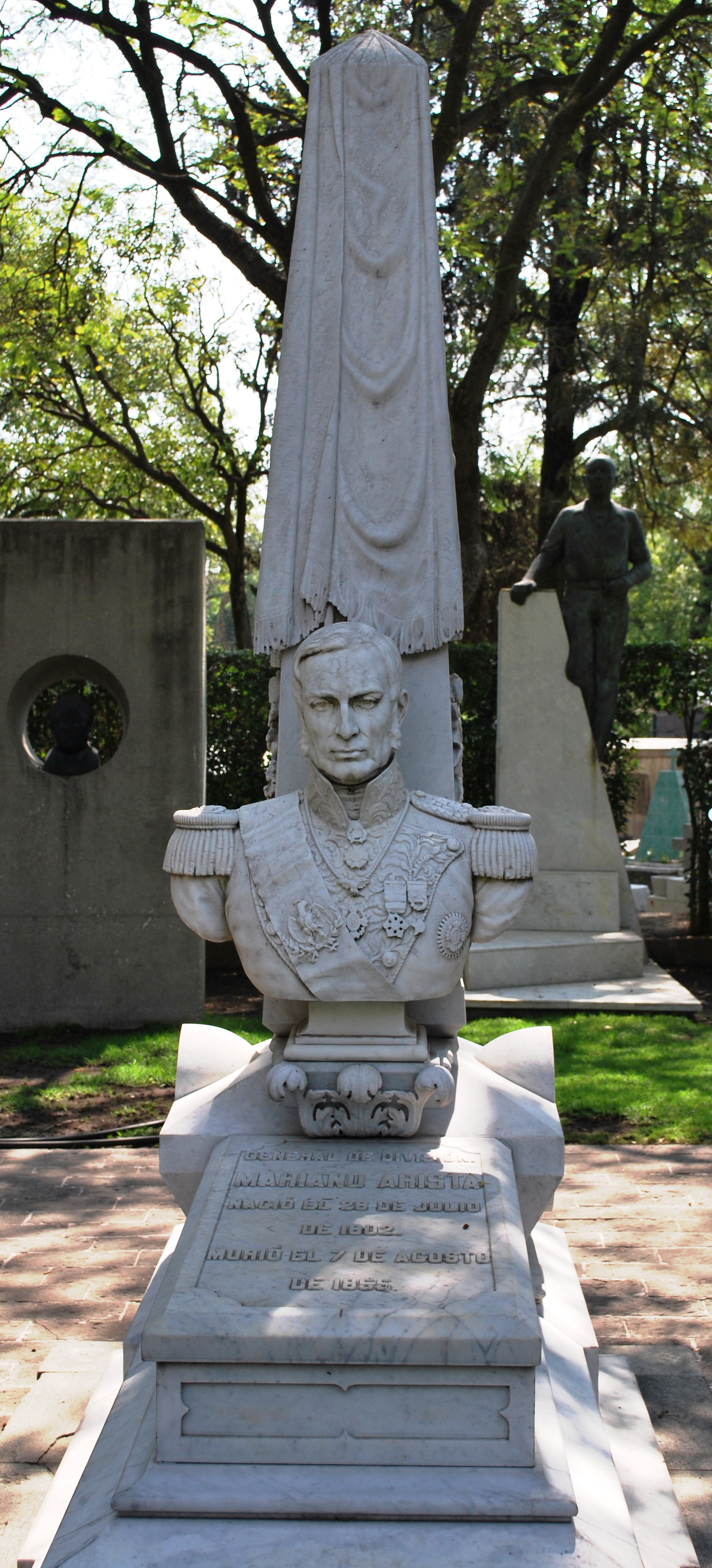
Sepulcro de Mariano Arista en la Rotonda de las Personas Ilustres.

### Renuncia (1853)
La terrible situación financiera desencadenó una revuelta que pretendía elevar nuevamente a Santa Anna al poder. Continuando con las disposiciones disciplinarias iniciadas por el presidente José Joaquín de Herrera, el nuevo presidente reordenó la hacienda pública y trató de sanear al ejército; pero los militares reaccionaron secundando en 1852 el Plan del Hospicio, lanzado en Guadalajara para traer de regreso a Santa Anna. 
El gobierno mostró su incapacidad para enfrentar este tipo de conflictos ya que había de gastar el reducido erario disponible para sofocar los frecuentes levantamientos. El presidente Arista se vio obligado a solicitar al Congreso facultades extraordinarias con el fin de establecer el orden en el país. El Congreso le negó esta concesión, por lo que decidió presentar su renuncia al cargo el 5 de enero de 1853.

### Muerte
A su renuncia, dejó el poder al Presidente de la Suprema Corte de Justicia de la Nación, Juan Bautista Ceballos. Mientras obtenía el pasaporte para salir al extranjero, se retiró a su hacienda de Nanacamilpa. Por fin abandonó el país con destino a Europa, a donde partió sin su familia, y se estableció en España. La salud de Arista se fue deteriorando poco a poco. A bordo del vapor inglés "Tagus", que zarpó de Lisboa con destino a Marsella, murió el general Mariano Arista, a los 53 años de edad, la noche del 7 de agosto de 1855. Fue sepultado en el cementerio de San Juan en Lisboa, pero su corazón fue traído a México. 
En 1856 fue declarado Benemérito de la Patria y en 1881, gracias a un acuerdo establecido por el general Ignacio Comonfort durante su administración. Sus restos se trasladaron a la Ciudad de México durante la presidencia de Porfirio Díaz y se colocaron en la capilla del Colegio de Minería. Su cuerpo se inhumó en la Rotonda de las Personas Ilustres el 8 de octubre de 1881.
En San Luis Potosí existe una logia que en su honor lleva su nombre, fundada el 7 de agosto de 1891, por lo que el año 2006, en su 115 aniversario, fue designada como Benemérita, Leal y Centenaria Respetable Logia Simbólica "Mariano Arista" N° 2.[cita requerida]